# Marco Antonio Rufino
Marco Antonio Rufino (en latín Marcus Antonius Rufinus) fue un senador romano de la primera mitad del siglo II, que desarrolló su cursus honorum bajo los imperios de Trajano y Adriano.

## Carrera política
Su único cargo conocido es el de consul ordinarius en 131, bajo Adriano.